# Nizozemska na Pesmi Evrovizije
Nizozemska nastopa na Pesmi Evrovizije že  od leta 1956, odkar je debitirala kot ena od sedmih držav. Do sedaj je spustila tekmovanje le štirikrat (1985, 1991, 1995 in leta 2002). Predstavnika najpogosteje izberejo preko nacionalnega izbora Nationaal Songfestival zmagovalec izbora pa nato predstavlja državo na Pesmi Evrovizije. Nizozemska je do sedaj zmagala petkrat.
S petimi zmagami je Nizozemska na lestvici 10 najbolj uspešnih držav na Pesmi Evrovizije. Prvi dve zmagi sta bili v 1950 letih. Prvo je prinesla Corry Brokken leta 1957, drugo pa Teddy Scholten leta 1959. 1960 leta so bile najslabše desetletje za Nizozemsko. Izjema je bilo le leto 1969, ko je Lenny Kuhr prinesla tretjo zmago Nizozemski s pesmijo "De Troubadour". Zmago si je delila še s Francijo, Španijo in Združinimi kraljestvi. Leta 1972 sta Sandra in Andres končala kot četrta, Mouth & MacNeal pa kot tretja leta 1974, preden so Teach-In prinesli četrto zmago Nizozemski leta 1975 s pesmijo Ding-A-Dong. V 1980 letih je bila najvišja uvrstitev Nizozemske 5. mesto. Dosegli sta ga  Maggie MacNeal (skupina Mouth & MacNeal) v letih 1980 in Marcha leta 1987. V 1990 letih sta Ruth Jacott s šestim mestom leta 1993 in Edsilia Rombley s četrtim mestom leta 1998 prinesla najboljša rezultata tega desetletja. Nizozemska je končala kot zadnja v finalu štirikrat. Prvič leta 1958, drugič leta 1962 nato leto za tem 1963 ter leta 1968. V polfinalu so končali kot zadnji leta 2011.
Od uvedbe polfinala leta 2004, je Nizozemska napredovala samo trikrat, medtem ko finala niso dosegli kar rekordnih osem let zapored 2005-2012. Uvedba internega izbora se je pokazala za boljšo izbiro za Nizozemsko od leta 2013 ko je Anouk priborila prvi finalni večer po devetih letih, v finalu pa končala kot deveta. Leta 2014 pa se je interni izbor pokazal kot uspeh, ko je country duet The Common Linnets postal najuspešnejši predstavnik od leta 1975. Končala sta kot druga. Leta 2019 je Nizozemska zmagala v Tel Avivu. Leta 2020 je pesem Evrovizije odpadla. Leta 2021 pa Je Nizozemska gustily pesem evrovizije v Rotterdamu. Leta 2022 jih je v Turinu zastopala glasbenica S10 in si priborila finale.
Nizozemska je gostila Pesem evrovizije petkrat: leta 1958, 1970, 1976, 1980 in leta 2021. Prva tri leta so bila po zmagi, zadnjič leta 1980 pa zato, ker je Izrael (zmagovalec izbora 1979) odklonil organizacijo kot drugega zapored. Podobno je Nizozemska odklonila organizacijo leta 1960, ker so gostili izbor že dve leti pred tem. Leta 2021 bi jo pa morali eno leto prej pa je zaradi pandemije Pesem Evrovizije odpala.Letos 2024 bo Nizozemska nastopila z pesmijo Evropapa. 

## Odmik od tekmovaja
Nizozemska je izpustila le štiri tekmovanja v zgodovini Evrosonga. Prvič se je zgodilo leta 1985, v Göteborg, Švedska. Tekmovanje je bilo 4. maja, ko se Nizozemska spominja mrtvih vojakov v 2. svetovni vojni.
Leta 1991 je tekmovanje zopet potekalo 4. maja, zato se je umaknila iz enakih razlogov kot 6 let pred tem.
Leta 1995 in 2002 se je Nizozemska umaknila zaradi slabih rezultatov v prejšnjih letih.
Leta 2000 je Nizozemska tekmovala. Toda ob 22:00 (UTC+2) na soboto 13. maja, je bil program odpovedan zaradi nesreče v tovarni ognjemeta, ki se je zgodila nekaj ur pred samim tekmovanjem. Točke so bile podeljene s strani komisije, ker ni bilo telefonskega glasovanja zaradi odpovedanega programa.

## Tekmovalci
Legenda
     Zmaga
     Drugo mesto
     Tretje mesto
     Zadnje mesto
     Samodejno kvalificirani v finale
     Se niso kvalificirali v finale
     Niso tekmovali ali pa so izpadli
| Leto | Tekmovalec                | Pesem                          | V finalu                   | Točke                      | V polfinalu                 | Točke                       |
| ---- | ------------------------- | ------------------------------ | -------------------------- | -------------------------- | --------------------------- | --------------------------- |
| 1956 | Jetty Paerl               | »De vogels van Holland«        | —                          | —                          | Ni bilo polfinala           | Ni bilo polfinala           |
| 1956 | Corry Brokken             | »Voorgoed voorbij«             | —                          | —                          | Ni bilo polfinala           | Ni bilo polfinala           |
| 1957 | Corry Brokken             | »Net als toen«                 | 1.                         | 31                         | Ni bilo polfinala           | Ni bilo polfinala           |
| 1958 | Corry Brokken             | »Heel de wereld«               | 9.                         | 1                          | Ni bilo polfinala           | Ni bilo polfinala           |
| 1959 | Teddy Scholten            | »Een beetje«                   | 1.                         | 21                         | Ni bilo polfinala           | Ni bilo polfinala           |
| 1960 | Rudi Carrell              | »Wat een geluk«                | 12.                        | 2                          | Ni bilo polfinala           | Ni bilo polfinala           |
| 1961 | Greetje Kauffeld          | »Wat een dag«                  | 10.                        | 6                          | Ni bilo polfinala           | Ni bilo polfinala           |
| 1962 | De Spelbrekers            | »Katinka«                      | 13.                        | 0                          | Ni bilo polfinala           | Ni bilo polfinala           |
| 1963 | Annie Palmen              | »Een speeldoos«                | 13.                        | 0                          | Ni bilo polfinala           | Ni bilo polfinala           |
| 1964 | Anneke Grönloh            | »Jij bent mijn leven«          | 10.                        | 2                          | Ni bilo polfinala           | Ni bilo polfinala           |
| 1965 | Conny Vandenbos           | »'t Is genoeg«                 | 11.                        | 5                          | Ni bilo polfinala           | Ni bilo polfinala           |
| 1966 | Milly Scott               | »Fernando en Filippo«          | 15.                        | 2                          | Ni bilo polfinala           | Ni bilo polfinala           |
| 1967 | Thérèse Steinmetz         | »Ring-dinge-ding«              | 14.                        | 2                          | Ni bilo polfinala           | Ni bilo polfinala           |
| 1968 | Ronnie Tober              | »Morgen«                       | 16.                        | 1                          | Ni bilo polfinala           | Ni bilo polfinala           |
| 1969 | Lenny Kuhr                | »De troubadour«                | 1.                         | 18                         | Ni bilo polfinala           | Ni bilo polfinala           |
| 1970 | Hearts of Soul            | »Waterman«                     | 7.                         | 7                          | Ni bilo polfinala           | Ni bilo polfinala           |
| 1971 | Saskia & Serge            | »Tijd«                         | 6.                         | 85                         | Ni bilo polfinala           | Ni bilo polfinala           |
| 1972 | Sandra & Andres           | »Als het om de liefde gaat«    | 4.                         | 106                        | Ni bilo polfinala           | Ni bilo polfinala           |
| 1973 | Ben Cramer                | »De oude muzikant«             | 14.                        | 69                         | Ni bilo polfinala           | Ni bilo polfinala           |
| 1974 | Mouth & MacNeal           | »I See A Star«                 | 3.                         | 15                         | Ni bilo polfinala           | Ni bilo polfinala           |
| 1975 | Teach-In                  | »Ding-A-Dong«                  | 1.                         | 152                        | Ni bilo polfinala           | Ni bilo polfinala           |
| 1976 | Sandra Reemer             | »The Party's Over«             | 9.                         | 56                         | Ni bilo polfinala           | Ni bilo polfinala           |
| 1977 | Heddy Lester              | »De mallemolen«                | 12.                        | 35                         | Ni bilo polfinala           | Ni bilo polfinala           |
| 1978 | Harmony                   | »'t Is OK«                     | 13.                        | 37                         | Ni bilo polfinala           | Ni bilo polfinala           |
| 1979 | Xandra                    | »Colorado«                     | 12.                        | 51                         | Ni bilo polfinala           | Ni bilo polfinala           |
| 1980 | Maggie MacNeal            | »Amsterdam«                    | 5.                         | 93                         | Ni bilo polfinala           | Ni bilo polfinala           |
| 1981 | Linda Williams            | »Het is een wonder«            | 9.                         | 51                         | Ni bilo polfinala           | Ni bilo polfinala           |
| 1982 | Bill van Dijk             | »Jij en ik«                    | 16.                        | 8                          | Ni bilo polfinala           | Ni bilo polfinala           |
| 1983 | Bernadette                | »Sing Me a Song«               | 7.                         | 66                         | Ni bilo polfinala           | Ni bilo polfinala           |
| 1984 | Maribelle                 | »Ik hou van jou«               | 13.                        | 34                         | Ni bilo polfinala           | Ni bilo polfinala           |
| 1985 | niso tekmovali            | niso tekmovali                 | niso tekmovali             | niso tekmovali             | niso tekmovali              | Ni bilo polfinala           |
| 1986 | Frizzle Sizzle            | »Alles heeft ritme«            | 13.                        | 40                         | Ni bilo polfinala           | Ni bilo polfinala           |
| 1987 | Marcha                    | »Rechtop in de wind«           | 5.                         | 83                         | Ni bilo polfinala           | Ni bilo polfinala           |
| 1988 | Gerard Joling             | »Shangri-La«                   | 9.                         | 70                         | Ni bilo polfinala           | Ni bilo polfinala           |
| 1989 | Justine Pelmelay          | »Blijf zoals je bent«          | 15.                        | 45                         | Ni bilo polfinala           | Ni bilo polfinala           |
| 1990 | Maywood                   | »Ik wil alles met je delen«    | 15.                        | 25                         | Ni bilo polfinala           | Ni bilo polfinala           |
| 1991 | niso tekmovali            | niso tekmovali                 | niso tekmovali             | niso tekmovali             | niso tekmovali              | Ni bilo polfinala           |
| 1992 | Humphrey Campbell         | »Wijs me de weg«               | 9.                         | 67                         | Ni bilo polfinala           | Ni bilo polfinala           |
| 1993 | Ruth Jacott               | »Vrede«                        | 6.                         | 92                         | Uvrščeni od prejšnjega leta | Uvrščeni od prejšnjega leta |
| 1994 | Willeke Alberti           | »Waar is de zon?«              | 23.                        | 4                          | Ni bilo polfinala           | Ni bilo polfinala           |
| 1995 | Izpadli iz tekmovanja     | Izpadli iz tekmovanja          | Izpadli iz tekmovanja      | Izpadli iz tekmovanja      | Izpadli iz tekmovanja       | Ni bilo polfinala           |
| 1996 | Maxine & Franklin Brown   | »De eerste keer«               | 7.                         | 78                         | 9.                          | 63                          |
| 1997 | Mrs. Einstein             | »Niemand heeft nog tijd«       | 22.                        | 5                          | Ni bilo polfinala           | Ni bilo polfinala           |
| 1998 | Edsilia Rombley           | »Hemel en aarde«               | 4.                         | 150                        | Ni bilo polfinala           | Ni bilo polfinala           |
| 1999 | Marlayne                  | »One Good Reason«              | 8.                         | 71                         | Ni bilo polfinala           | Ni bilo polfinala           |
| 2000 | Linda Wagenmakers         | »No Goodbyes«                  | 13.                        | 40                         | Ni bilo polfinala           | Ni bilo polfinala           |
| 2001 | Michelle                  | »Out On My Own«                | 18.                        | 16                         | Ni bilo polfinala           | Ni bilo polfinala           |
| 2002 | izpad iz tekmovanja       | izpad iz tekmovanja            | izpad iz tekmovanja        | izpad iz tekmovanja        | izpad iz tekmovanja         | Ni bilo polfinala           |
| 2003 | Esther Hart               | »One More Night«               | 13.                        | 45                         | Ni bilo polfinala           | Ni bilo polfinala           |
| 2004 | Re-Union                  | »Without You«                  | 20.                        | 11                         | 6.                          | 146                         |
| 2005 | Glennis Grace             | »My Impossible Dream«          | Se niso kvalificirali      | Se niso kvalificirali      | 14.                         | 53                          |
| 2006 | Treble                    | »Amambanda«                    | Se niso kvalificirali      | Se niso kvalificirali      | 20.                         | 22                          |
| 2007 | Edsilia Rombley           | »On Top of the World«          | Se niso kvalificirali      | Se niso kvalificirali      | 21.                         | 38                          |
| 2008 | Hind                      | »Your Heart Belongs to Me«     | Se niso kvalificirali      | Se niso kvalificirali      | 13.                         | 27                          |
| 2009 | De Toppers                | »Shine«                        | Se niso kvalificirali      | Se niso kvalificirali      | 17.                         | 11                          |
| 2010 | Sieneke                   | »Ik ben verliefd (Sha-la-lie)« | Se niso kvalificirali      | Se niso kvalificirali      | 14.                         | 29                          |
| 2011 | 3JS                       | »Never Alone«                  | Se niso kvalificirali      | Se niso kvalificirali      | 19.                         | 13                          |
| 2012 | Joan Franka               | »You and Me«                   | Se niso kvalificirali      | Se niso kvalificirali      | 15.                         | 35                          |
| 2013 | Anouk                     | »Birds«                        | 9.                         | 114                        | 6.                          | 75                          |
| 2014 | The Common Linnets        | »Calm After The Storm«         | 2.                         | 238                        | 1.                          | 150                         |
| 2015 | Trijntje Oosterhuis       | »Walk Along«                   | Brez finala                | Brez finala                | 14.                         | 33                          |
| 2016 | Douwe Bob                 | »Slow Down«                    | 11.                        | 153                        | 5.                          | 197                         |
| 2017 | O'G3NE                    | »Lights and Shadows«           | 11.                        | 150                        | 4.                          | 200                         |
| 2018 | Waylon                    | »Outlaw in 'Em«                | 18.                        | 121                        | 7.                          | 174                         |
| 2019 | Duncan Laurence           | »Arcade«                       | 1.                         | 498                        | 1.                          | 280                         |
| 2020 | Jeangu Macrooy            | »Grow«                         | Festival odpadel           | Festival odpadel           | Gostiteljica                | Gostiteljica                |
| 2021 | Jeangu Macrooy            | »Birth of a New Age«           | 23.                        | 11                         | Gostiteljica                | Gostiteljica                |
| 2022 | S10                       | »De diepte«                    | 11.                        | 171                        | 2.                          | 221                         |
| 2023 | Mia Nicolai & Dion Cooper | »Burning Daylight«             | Brez finala                | Brez finala                | 13.                         | 7                           |
| 2024 | Joost Klein               | »Europapa«                     | Diskvalifikacija iz finala | Diskvalifikacija iz finala | 2.                          | 182                         |
| 2025 | Claude                    | »C'est La Vie«                 | 12.                        | 175                        | 3.                          | 121                         |

1. 1 2  Rezultati za prvo leto tekmovanja so neznani, razglašen je bil samo zmagovalec.

## Zgodovina glasovanja
Do leta 2013 je Nizozemska glasovala tako:
| Največ točk oddane samo v velikem finalu | Največ točk oddane samo v velikem finalu | Največ točk oddane samo v velikem finalu |
| Mesto                                    | Država                                   | Točke                                    |
| ---------------------------------------- | ---------------------------------------- | ---------------------------------------- |
| 1                                        | Francija                                 | 153                                      |
| 2                                        | Združeno kraljestvo                      | 150                                      |
| 3                                        | Irska                                    | 149                                      |
| 4                                        | Nemčija                                  | 143                                      |
| 5                                        | Belgija                                  | 133                                      |

| Največ točk prejete samo v velikem finalu | Največ točk prejete samo v velikem finalu | Največ točk prejete samo v velikem finalu |
| Mesto                                     | Država                                    | Točke                                     |
| ----------------------------------------- | ----------------------------------------- | ----------------------------------------- |
| 1                                         | Francija                                  | 124                                       |
| 2                                         | Belgija                                   | 122                                       |
| 3                                         | Irska                                     | 120                                       |
| 4                                         | Nemčija                                   | 112                                       |
| 5                                         | Švica                                     | 110                                       |

| Največ počk oddane v finalu in polfinalu | Največ počk oddane v finalu in polfinalu | Največ počk oddane v finalu in polfinalu |
| Mesto                                    | Država                                   | Točke                                    |
| ---------------------------------------- | ---------------------------------------- | ---------------------------------------- |
| 1                                        | Belgija                                  | 177                                      |
| 2                                        | Švedska                                  | 172                                      |
| 3                                        | Irska                                    | 168                                      |
| 4                                        | Turčija                                  | 170                                      |
| 5                                        | Danska                                   | 157                                      |

| Največ točk prejete v finalu in polfinalu | Največ točk prejete v finalu in polfinalu | Največ točk prejete v finalu in polfinalu |
| Rank                                      | Country                                   | Points                                    |
| ----------------------------------------- | ----------------------------------------- | ----------------------------------------- |
| 1                                         | Belgija                                   | 198                                       |
| 2                                         | Irska                                     | 144                                       |
| 3                                         | Francija                                  | 134                                       |
| 4                                         | Izrael                                    | 124                                       |
| 5                                         | Nemčija                                   | 122                                       |

## Mesta gostiteljice
| Leto | Mesto     | Prizorišče     | Voditelj                                                 |
| ---- | --------- | -------------- | -------------------------------------------------------- |
| 1958 | Hilversum | AVRO Studios   | Hannie Lips                                              |
| 1970 | Amsterdam | Congrescentrum | Willy Dobbe                                              |
| 1976 | Haag      | Congresgebouw  | Corry Brokken                                            |
| 1980 | Haag      | Congresgebouw  | Marlous Fluitsma                                         |
| 2021 | Rotterdam | Rotterdam Ahoy | Chantal Janzen,Edsilia Rombley,Jan Smit, Nikkie de Jager |

## Nagrade Marcela Bezençona
Nagrada za najboljšega izvajalca
Glasujejo prejšnji zmagovalci Pesmi Evrovizije
| Leto | Izvajalec   | Pesem            | Končni rezultat | Točke | Mesto |
| ---- | ----------- | ---------------- | --------------- | ----- | ----- |
| 2003 | Esther Hart | "One More Night" | 13. mesto       | 45    | Riga  |

Glasovanje komentatorjev
| Leto | Izvajalec          | Pesem                  | Končni rezultat | Točke | Mesto     |
| ---- | ------------------ | ---------------------- | --------------- | ----- | --------- |
| 2014 | The Common Linnets | "Calm After the Storm" | 2. mesto        | 238   | København |

Nagrada za skladatelja
| Leto | Pesem                  | Skladatelji                                                          | Izvajalec          | Končni rezultat | Točke | Mesto     |
| ---- | ---------------------- | -------------------------------------------------------------------- | ------------------ | --------------- | ----- | --------- |
| 2014 | "Calm After the Storm" | Ilse DeLange, JB Meijers, Rob Crosby, Matthew Crosby, Jake Etheridge | The Common Linnets | 2. mesto        | 238   | København |

## Komentatorji
Čez leta je bilo komentiranje preskrbljeno s kar nekaj odličnimi televizijskimi in radijskimi komentatorji. Willem van Beusekom je skrbel za komentiranje na nizozemski televiziji med letoma 1987 in 2005. Zamenjal ga je njegov sokomentator Cornalda Maasa, ki je komentiral od leta 2004 do 2010. 10. junija 2010 so Massa odpustili s komentatorskega mesta zaradi razžalitve njihove predstavnice Sienke, Jordana van der Sloota in politične stranke Party for freedom na Twitterju. Zatem je komentatorsko mesto prevzel DJ Danië Dekker, ki je komentiral ob Maasu, skupaj s pevcem Janom Smitom. Leta 2014 se je Maas vrnil in zamenjal Dekkerja kot sokomentator ob Janu Smitu.
| Leto(a) | Komentator                       | Drugi/a komentator/ka   | Podeljevalec točk                 |
| ------- | -------------------------------- | ----------------------- | --------------------------------- |
| 1956    | Piet te Nuyl                     | Ni drugega komentatorja | N/A                               |
| 1957    | Piet te Nuyl                     | Ni drugega komentatorja | Willem Duys                       |
| 1958    | Siebe van der Zee                | Ni drugega komentatorja | Piet te Nuyl                      |
| 1959    | Piet te Nuyl                     | Ni drugega komentatorja | Siebe van der Zee                 |
| 1960    | Piet te Nuyl                     | Ni drugega komentatorja | Siebe van der Zee                 |
| 1961    | Piet te Nuyl                     | Ni drugega komentatorja | Siebe van der Zee                 |
| 1962    | Willem Duys                      | Ni drugega komentatorja | Ger Lugtenburg                    |
| 1963    | Willem Duys                      | Ni drugega komentatorja | Pim Jacobs                        |
| 1964    | Ageeth Scherphuis                | Ni drugega komentatorja | Pim Jacobs                        |
| 1965    | Teddy Scholten                   | Ni drugega komentatorja | Pim Jacobs                        |
| 1966    | Teddy Scholten                   | Ni drugega komentatorja | Pim Jacobs                        |
| 1967    | Leo Nelissen                     | Ni drugega komentatorja | Ellen Blazer                      |
| 1968    | Elles Berger                     | Ni drugega komentatorja | Willem Duys                       |
| 1969    | Pim Jacobs                       | Ni drugega komentatorja | Leo Nelissen                      |
| 1970    | Pim Jacobs                       | Ni drugega komentatorja | Flip van der Schalie              |
| 1971    | Pim Jacobs                       | Ni drugega komentatorja | Ni bilo podeljevalca točk         |
| 1972    | Pim Jacobs                       | Ni drugega komentatorja | Ni bilo podeljevalca točk         |
| 1973    | Pim Jacobs                       | Ni drugega komentatorja | Ni bilo podeljevalca točk         |
| 1974    | Willem Duys                      | Ni drugega komentatorja | Dick van Bommel                   |
| 1975    | Willem Duys                      | Ni drugega komentatorja | Dick van Bommel                   |
| 1976    | Willem Duys                      | Ni drugega komentatorja | Dick van Bommel                   |
| 1977    | Ati Dijckmeester                 | Ni drugega komentatorja | Ralph Inbar                       |
| 1978    | Willem Duys                      | Ni drugega komentatorja | Dick van Bommel                   |
| 1979    | Willem Duys                      | Ni drugega komentatorja | Ivo Niehe                         |
| 1980    | Pim Jacobs                       | Ni drugega komentatorja | Flip van der Schalie              |
| 1981    | Pim Jacobs                       | Ni drugega komentatorja | Flip van der Schalie              |
| 1982    | Pim Jacobs                       | Ni drugega komentatorja | Flip van der Schalie              |
| 1983    | Willem Duys                      | Ni drugega komentatorja | Flip van der Schalie              |
| 1984    | Ivo Niehe                        | Ni drugega komentatorja | Flip van der Schalie              |
| 1985    | Gerrit den Braber                | Ni drugega komentatorja | Nizozemska ni tekmovala           |
| 1986    | Leo van der Goot                 | Ni drugega komentatorja | Joop van Zijl                     |
| 1987    | Willem van Beusekom              | Ni drugega komentatorja | Ralph Inbar                       |
| 1988    | Willem van Beusekom              | Ni drugega komentatorja | Joop van Os                       |
| 1989    | Willem van Beusekom              | Ni drugega komentatorja | Joop van Os                       |
| 1990    | Willem van Beusekom              | Ni drugega komentatorja | Joop van Os                       |
| 1991    | Ni bilo predvajano po televiziji | Ni drugega komentatorja | Nizozemska ni tekmovala           |
| 1992    | Willem van Beusekom              | Ni drugega komentatorja | Herman Slager                     |
| 1993    | Willem van Beusekom              | Ni drugega komentatorja | Joop van Os                       |
| 1994    | Willem van Beusekom              | Ni drugega komentatorja | Joop van Os                       |
| 1995    | Paul de Leeuw                    | Ni drugega komentatorja | Nizozemska ni tekmovala           |
| 1996    | Willem van Beusekom              | Ni drugega komentatorja | Marga Bult                        |
| 1997    | Willem van Beusekom              | Ni drugega komentatorja | Corry Brokken                     |
| 1998    | Willem van Beusekom              | Ni drugega komentatorja | Conny Vandenbos                   |
| 1999    | Willem van Beusekom              | Ni drugega komentatorja | Edsilia Rombley                   |
| 2000    | Willem van Beusekom              | Ni drugega komentatorja | Marlayne                          |
| 2001    | Willem van Beusekom              | Ni drugega komentatorja | Marlayne                          |
| 2002    | Willem van Beusekom              | Ni drugega komentatorja | Nizozemska ni tekmovala           |
| 2003    | Willem van Beusekom              | Ni drugega komentatorja | Marlayne                          |
| 2004    | Willem van Beusekom              | Cornald Maas            | Esther Hart                       |
| 2005    | Willem van Beusekom              | Cornald Maas            | Nancy Coolen                      |
| 2006    | Cornald Maas                     | Paul de Leeuw           | Paul de Leeuw                     |
| 2007    | Cornald Maas                     | Paul de Leeuw           | Paul de Leeuw and Edsilia Rombley |
| 2008    | Cornald Maas                     | Ni drugega komentatorja | Esther Hart                       |
| 2009    | Cornald Maas                     | Ni drugega komentatorja | Yolanthe Sneijder-Cabau           |
| 2010    | Cornald Maas                     | Daniël Dekker           | Yolanthe Sneijder-Cabau           |
| 2011    | Jan Smit                         | Daniël Dekker           | Mandy Huydts                      |
| 2012    | Jan Smit                         | Daniël Dekker           | Viviënne van den Assem            |
| 2013    | Jan Smit                         | Daniël Dekker           | Cornald Maas                      |
| 2014    | Jan Smit                         | Cornald Maas            | Tim Douwsma                       |

## Fotogalerija
- Corry Brokken v Hilversumu Pesem Evrovizije 1958
- Conny Vandenbos v Neaplju Pesem Evrovizije 1965
- Edsilia Rombley v Helsinkih Pesem Evrovizije 2007
- Hind v Beogradu Pesem Evrovizije 2008
- Sieneke v Bærumu, Oslo Pesem Evrovizije 2010
- Anouk v Malmöju Pesem Evrovizije 2013
- The Common Linnets v Københavnu Pesem Evrovizije 2014
- Sandra Reemer z oblačili, ki jih je nosila Pesem Evrovizije 1979
- Tabla z rezultati Pesem Evrovizije 1958

## Ostalo
- Nationaal Songfestival
- Netherlands in the Junior Eurovision Song Contest